# Aswan (tỉnh)
Tỉnh Aswan (tiếng Ả Rập: ‏محافظة أسوان Muḥāfaẓat Aswān) là một tỉnh của Ai Cập. Đây là tỉnh cực nam của Hạ Ai Cập. Thủ phu của tỉnh là Aswan
Tỉnh Aswan giáp với tỉnh Qena ở phía bắc, tỉnh Biển Đỏ ở phía đông, Tỉnh Al Wadi al Jadid (thung lũng mới) ở phía tây, và đất nước Sudan ở phía nam. Dân số của tỉnh là 1.100.000 người (2001), trên một diện tích là 34.608 km².

## Thành phố
- Aswan
- Edfu
- Kom Ombo

## Các điểm quan trọng
- Abu Simbel
- Kalabsha
- Nekheb
- Nekhen